# Mistrzostwa Europy w Badmintonie 1968
Pierwsze Mistrzostwa Europy w badmintonie odbyły się w Bochum (RFN), między 19 i 21 kwietnia 1968 roku.

## Medaliści
| Konkurencja:            | Złoto:                         | Srebro:                        | Brąz:                                                    |
| gra pojedyncza mężczyzn | Sture Johnsson                 | Wolfgang Bochow                | Elo Hansen Jørgen Mortensen                              |
| gra pojedyncza kobiet   | Irmgard Latz                   | Marieluise Wackerow            | Eva Twedberg Angela Bairstow                             |
| gra podwójna mężczyzn   | David Eddy Roger Powell        | Tony Jordan Roger Mills        | Robert McCoig Mac Henderson Franz Beinvogl Willi Braun   |
| gra podwójna kobiet     | Margaret Boxall Susan Whetnall | Angela Bairstow Gillian Perrin | Agnes Geene Joke van Beusekom Anne Flindt Bente Sørensen |
| gra mieszana            | Tony Jordan Susan Whetnall     | Roger Mills Gillian Perrin     | Wolfgang Bochow Irmgard Latz Klaus Kaagaard Anne Flindt  |

## Klasyfikacja medalowa
| Pozycja | Kraj     | Gold | Silver | Bronze | Razem |
| ------- | -------- | ---- | ------ | ------ | ----- |
| 1       | Anglia   | 3    | 3      | 1      | 7     |
| 2       | RFN      | 1    | 2      | 2      | 5     |
| 3       | Szwecja  | 1    | 0      | 1      | 2     |
| 4       | Dania    | 0    | 0      | 4      | 4     |
| 5       | Szkocja  | 0    | 0      | 1      | 1     |
| 5       | Holandia | 0    | 0      | 1      | 1     |